# 将乐站
将乐站，位于中华人民共和国福建省三明市将乐县古镛镇玉华村，是昌福铁路上的火车站，于2013年9月26日启用营运，南昌铁路局永安车务段管辖。

## 車站周邊
- 将乐汽车站
- 大宋古镇

## 歷史
- 2013年9月26日通车启用。

## 外部連結
- 中国铁路客户服务中心 （页面存档备份，存于）